# Aale Tynni
Aale Tynni (Gatčina, 3 ottobre 1913 – Helsinki, 21 ottobre 1997) è stata una poetessa e traduttrice finlandese.
È nota soprattutto per la redazione dell'antologia poetica Tuhat Laulujen Vuotta (1957), una traduzione di poesia medievale europea in finlandese. Vinse inoltre la medaglia d'oro in poesia lirica alle Olimpiadi di Londra del 1948, l'ultima edizione che vide la presenza di competizioni artistiche alle Olimpiadi, con il componimento Gloria della Grecia.

## Biografia
Aale Tynni nacque nel 1913 a Gatčina, in Ingria, in una famiglia di finlandesi d'Ingria. A seguito della Rivoluzione d'ottobre, nel 1919 la sua famiglia si trasferì in Finlandia.
Studiò ad Helsinki, ma viaggiò molto, soprattutto in Francia e Italia, fino allo scoppio della seconda guerra mondiale. Durante gli anni venti entrò a far parte del gruppo letterario Tulenkantajat ("Tedofori"). Nel 1948 partecipò alle Olimpiadi, vincendo la medaglia d'oro nella categoria della poesia lirica.
Si sposò due volte: prima nel 1940 con lo storico della chiesa Kauko Pirinen, mentre nel 1960 con il poeta Martti Haavio. Alla morte di quest'ultimo, nel 1973, Aale e Katariina Eskola raccolsero i suoi appunti e la sua corrispondenza, pubblicandoli in seguito in una serie di libri.
Nel 1982 divenne la prima donna ad entrare nell'Accademia finlandese.
Morì il 21 ottobre 1997, a 84 anni. È sepolta insieme al marito nel cimitero di Hietaniemi, a Helsinki.

## Opere
- Kynttiläsydän, 1938
- Vesilintu, 1940
- Lähde ja matkamies, 1943
- Lehtimaja, 1946
- Soiva metsä, 1947
- Ylitse vuorten lasisten, 1949
- Tuntematon puu, 1952
- Kerttu ja Perttu ja muut talon lapset, 1953
- Kissa liukkaalla jäällä ja muita satuja, 1954
- Torni virrassa, 1954
- Vieraana vihreällä saarella, 1954
- Heikin salaisuudet, 1956
- Tuhat laulujen vuotta, 1957
- Yhdeksän kaupunkia, 1958
- Maailmanteatteri, 1961
- Muuttohaukat, 1965
- Balladeja ja romansseja, 1967
- Lasten paratiisi, 1968
- Pidä rastaan laulusta kiinni, 1969
- Tarinain lähde, 1974
- Olen vielä kaukana, 1978
- Vuodenajat, 1987
- Inkeri, Inkerini, 1990
- Rautamarskin aika, 1991 (näytelmä)